# Лома (община)
Община Лома (на шведски: Lomma kommun) е разположена в лен Сконе, югоизточна Швеция с обща площ 56 km2 и население 22 496 души (към 31 декември 2013). Административен център на община Лома е едноименния град Лома.